# Kristina Axén Olin
Anna Kristina Axén Olin (leánykori nevén: Anna Kristina Axén) (Skeppsholmen, 1962. október 21. –) svéd politikus, a Mérsékelt Párt tagja, 2006 és 2008 között Stockholm polgármestere (pontosabban az ennek gyakorlatilag megfelelő „finansborgarråd” = kb. „pénzügyi tanácsos” tisztség viselője).

## Karrier, politikai nézetek
Axén Olin 1991-ben lett képviselő a stockholmi önkormányzatban. Carl Cederschiöld (mérsékelt párti) polgármestersége idején (1998 és 2002 között) elsősorban szociális ügyekért felelős polgármester helyettes volt. Később pártjának alelnöke és a Stockholm megyei rendőrség felügyelőbizottságának elnöke volt. 2006-ban Stockholm polgármesterévé választották.
A nemi erőszakot elkövetők kémiai kasztrálásának a támogatója.
2007. január 15-én a Dagens Nyheter-ben adott interjúban bevallotta, hogy alkoholproblémával küzd és fájdalomcsillapítókat szed – amit a rá nehezedő pszichés nyomással magyarázott. Ezt követően a Névtelen Alkoholisták összejöveteleit látogatta, majd ugyanebben az évben, november 15-én egy hónapra betegállományba vonult, hogy kezelésen vegyen részt.
2008. április 16-án lemondott polgármesteri tisztségéről, azzal az indoklással, hogy „a feladatnak túl nagy ára volt”.
2009. február 11-én lemondott a Mérsékelt Pártban betöltött elnökhelyettesi posztjáról, ezáltal gyakorlatilag teljesen visszavonult a közéletből.

## Magánélete
Axén Olin foglalkozására nézve zenetanár, a szociális bizottsági elnökké történt kinevezéséig a Stockholm Södermalm nevű városrészében fekvő Maria Elementar nevű magániskolában volt tanár és igazgatóhelyettes.